# Beaulandais
Beaulandais est une ancienne commune française, située dans le département de l'Orne en région Normandie, devenue le 1er janvier 2016 une commune déléguée au sein de la commune nouvelle de Juvigny Val d'Andaine.
Elle est peuplée de 160 habitants.

## Géographie
La commune est à l'ouest du pays d'Andaine dans le pays de Passais. Son bourg est à 3,5 km à l'ouest de Juvigny-sous-Andaine, à 11 km au sud-est de Domfront et à 14 km au nord de Lassay-les-Châteaux.
| La Baroche-sous-Lucé (comm. nouv. de Juvigny-Val-d'Andaine)      | La Baroche-sous-Lucé (comm. nouv. de Juvigny-Val-d'Andaine), Juvigny-sous-Andaine (comm. nouv. de Juvigny-Val-d'Andaine) | Juvigny-sous-Andaine (comm. nouv. de Juvigny-Val-d'Andaine) |
| La Baroche-sous-Lucé (comm. nouv. de Juvigny-Val-d'Andaine)      | Beaulandais | Juvigny-sous-Andaine (comm. nouv. de Juvigny-Val-d'Andaine) |
| Saint-Denis-de-Villenette (comm. nouv. de Juvigny-Val-d'Andaine) | Saint-Denis-de-Villenette (comm. nouv. de Juvigny-Val-d'Andaine), Sept-Forges (comm. nouv. de Juvigny-Val-d'Andaine)     | Geneslay (comm. nouv. de Rives-d'Andaine)                   |

## Toponymie
Le nom de la localité est attesté sous les formes Biaulandiers en 1330 et Beaulandeys en 1427. 
La forme de 1330 révèle l'adjectif de l'ancien français biau, « beau ».  
Pour le second élément, moins évident, deux options sont proposées : Albert Dauzat et Charles Rostaing, suivis par René Lepelley, proposent le gaulois landa, « lande », par un hypothétique landetum selon les premiers, ; Ernest Nègre considère qu'il s'agit du substantif landier signifiant « ajonc ». Landier, comme Landais, a eu et a encore dans les divers dialectes du Maine, de l'Anjou et de la Haute-Bretagne (dont les parlers de la Normandie méridionale sont solidaires), des acceptions qui ramènent à la définition « portion de lande ». 
Le gentilé est  Beaulandaisien.

## Histoire
Le 1er janvier 2016, Beaulandais intègre avec six autres communes la commune de Juvigny-Val-d'Andaine créée sous le régime juridique des communes nouvelles instauré par la loi no 2010-1563 du 16 décembre 2010 de réforme des collectivités territoriales. Les communes de La Baroche-sous-Lucé, Beaulandais, Juvigny-sous-Andaine, Loré, Lucé, Saint-Denis-de-Villenette et Sept-Forges deviennent des communes déléguées et Juvigny-sous-Andaine est le chef-lieu de la commune nouvelle.

## Politique et administration
| Période                                  | Période       | Identité        | Étiquette | Qualité |
| ---------------------------------------- | ------------- | --------------- | --------- | ------- |
| avant 1921                               | après 1922    | François Mauger |           |         |
| 1983                                     | mars 2008     | Bernard Gérard  | UMP       |         |
| mars 2008                                | décembre 2015 | Henri Leroux    | SE        | Artisan |
| Les données manquantes sont à compléter. |               |                 |           |         |

Le conseil municipal était composé de onze membres dont le maire et deux adjoints. Ces conseillers intègrent au complet le conseil municipal de Juvigny-Val-d'Andaine le 1er janvier 2016 jusqu'en 2020 et Henri Leroux devient maire délégué.

## Démographie
En 2021, la commune comptait 160 habitants. Depuis 2004, les enquêtes de recensement dans les communes de moins de 10 000 habitants ont lieu tous les cinq ans (en 2004, 2009, 2014, etc. pour Beaulandais) et les chiffres de population municipale légale des autres années sont des estimations.Beaulandais a compté jusqu'à 844 habitants en 1806.
| 1793 | 1800 | 1806 | 1821 | 1831 | 1836 | 1841 | 1846 | 1851 |
| ---- | ---- | ---- | ---- | ---- | ---- | ---- | ---- | ---- |
| 750  | 729  | 844  | 753  | 824  | 780  | 739  | 700  | 701  |

| 1856 | 1861 | 1866 | 1872 | 1876 | 1881 | 1886 | 1891 | 1896 |
| ---- | ---- | ---- | ---- | ---- | ---- | ---- | ---- | ---- |
| 653  | 639  | 615  | 580  | 590  | 557  | 551  | 588  | 539  |

| 1901 | 1906 | 1911 | 1921 | 1926 | 1931 | 1936 | 1946 | 1954 |
| ---- | ---- | ---- | ---- | ---- | ---- | ---- | ---- | ---- |
| 547  | 524  | 451  | 402  | 352  | 356  | 349  | 330  | 302  |

| 1962 | 1968 | 1975 | 1982 | 1990 | 1999 | 2004 | 2009 | 2014 |
| ---- | ---- | ---- | ---- | ---- | ---- | ---- | ---- | ---- |
| 252  | 244  | 191  | 176  | 154  | 159  | 145  | 153  | 170  |

| 2018 | - | - | - | - | - | - | - | - |
| ---- | - | - | - | - | - | - | - | - |
| 165  | - | - | - | - | - | - | - | - |

## Lieux et monuments
- Église Saint-Étienne du XXe siècle.
- Croix hosannière de 1628 en granite, à l'emplacement de l'ancien cimetière, inscrite au titre des Monuments historiques[14].

## Activité et manifestations
- Illumination du village en hiver.

## Personnalités liées à la commune
- Marcel Grandin (1885 à Beaulandais-1947)[15], vicaire apostolique de Bangui.